# Semnolius albofasciatus
Semnolius albofasciatus là một loài nhện trong họ Salticidae.
Loài này thuộc chi Semnolius. Semnolius albofasciatus được Cândido Firmino de Mello-Leitão miêu tả năm 1941.